# Zalema
Le zalema est un cépage blanc espagnol. Il est essentiellement cultivé en Andalousie.

## Origine
Ce cépage est originaire de la région de Huelva en Andalousie. Il est resté cultivé dans cette zone, mais a très peu voyagé. Il est à noter que ce cépage a résisté au phylloxéra qui ravagea la région de Huelva à partir de 1908. Cette résistance au phylloxéra le rendit populaire et provoqua sa multiplication dans la région de Huelva.

## Étymologie
Son nom viendrait de l'arabe assalám ‘alík, la paix soit avec toi, mode de salutation à l'époque hispano-arabe.

## Aptitudes

### Culturales
Le zalema est un cépage rustique et très productif.

### Technologiques
Il donne un vin sec, fruité et frais, de couleur jaune paille à jaune vert et aromatique en bouche. Ce sont des vins légers pour éviter le phénomène d'oxydation auquel il est sensible. Il permet aussi d'élaborer des vins effervescents et vins mutés.